# ماركوس كيلر
ماركوس كيلر (بالألمانية: Markus Keller)‏ هو لاعب هوكي الجليد ألماني، ولد في 19 أغسطس 1989 في آوغسبورغ في ألمانيا.

## وصلات خارجية
- ماركوس كيلر على موقع EliteProspects.com (الإنجليزية)
- ماركوس كيلر على موقع Eurohockey.com (الإنجليزية)